# Pietro Guerra
Pietro Guerra (nascido em 28 de junho de 1943) é um ex-ciclista italiano que participava em competições de ciclismo de estrada e pista.

## Carreira
Competindo como amador nos 100 km contrarrelógio por equipes, ele ganhou uma medalha de prata nos Jogos Olímpicos de 1964 e dois títulos mundiais, em 1964 e 1965. Em seguida, ele se tornou profissional e montou o Tour de France em 1968–1972, vencendo uma etapa em 1971.

## Palmarès
1968
Volta à Espanha:
Vencedor da etapa 6
1970
Coppa Bernocchi
Cronostafetta (com Gianni Motta e Felice Gimondi)
GP Cemab
1971
 Campeão nacional de ciclismo em pista na perseguição
Tour de France:
Vencedor da etapa 5
1972
Giro della Romagna
 Campeão nacional de ciclismo em pista na perseguição
1973
Sverige Cup
Estocolmo